# Alsophis antiguae
Alsophis antiguae (антигуанський полоз) — вид змій родини полозових (Colubridae). Ендемік Антигуа і Барбуди.

## Опис
Антигуанський полоз — змія завдовжки приблизно 1 м, самиці дещо більші за самців та мають більшу голову. Молоді самці зазвичай темно-коричневі, поцятковані світло-кремовими плямами, тоді як молоді самиці сріблясто-сірі, поцятковані  блідо-коричневими плямами. Дорослі особини обох статей можуть сильно відрізнятися за забарвленням та візерунком: вони можуть бути білими, темно-коричневими, червонувато-коричневими, коричневими і чорними.

## Поширення і екологія
Антигуанські полози раніше були поширені на Антигуа та на сусідніх острівцях, однак внаслідок появи на острові інтродукованих мангустів вони вимерли на більшій частині свого ареалу, за винятком невеликого острова Грейт-Берд площею 8,4 га, що лежить за 2,5 км на схід від Антигуа. Пізніше вони були реінтродуковані на острівцях Реббіт, Грін і Йорк
Антигуанські полози віддають перевагу тінистим лісам з густим підліском, однак також зустрічаються на піщаних пляжах та серед скель. Вони живляться ящірками, зокрема антигуанськими амейвами (Pholidoscelis griswoldi), на яких чатують, причаївшись серед опалого листя.

## Збереження
МСОП класифікує цей вид як такий, що перебуває на межі зникнення. Антигуанські полози є одними з найрідкісніших змій світу. У 1995 році їх популяція становила лише 50 +/- 7 особин, однак після винищення чорних пацюків на острові Грейт-Берд та реінтродукції змій на сусідні острівці їх популяція збільшилась до приблизно 1100 особин.